# Interstate 85
Pour les articles homonymes, voir I85 et Route 85.
L'Interstate 85 (I-85) est une autoroute importante du système d'autoroutes Inter-États dans le Sud-est des États-Unis. Son terminus sud se trouve à l'échangeur avec l'I-65 à Montgomery, Alabama alors que son terminus nord se trouve à l'échangeur avec l'I-95 à Petersburg, Virginie, près de Richmond. L'autoroute est une autoroute sud–nord puisqu'elle porte un numéro impair. Cependant, elle est physiquement orientée du sud-ouest au nord-est et couvre une étendue est-ouest plus grande que l'étendue nord-sud qu'elle couvre. Alors que la majorité des autoroutes se terminant en "5" traversent le pays, l'I-85 est surtout une autoroute régionale qui dessert cinq États du sud-est, l'Alabama, la Géorgie, la Caroline du Sud, la Caroline du Nord et la Virginie.
Les régions métropolitaines importantes sur le tracé de l'I-85 incluent la région métropolitaine de Montgomery, Alabama, la région métropolitaine d'Atlanta en Géorgie, Upstate en Caroline du Sud, le Research Triangle, la Piedmont Triad et la région métropolitaine de Charlotte en Caroline du Nord et le Grand Richmond en Virginie. Des plans existent pour prolonger l'I-85 le long de la US 80 jusqu'au Mississippi.
En raison de la diagonale de la route, des segments de l'I-85 sont à l'ouest de l'I-75, ce qui est plutôt inhabituel.

## Description du tracé
|       | mi     | km       |
| ----- | ------ | -------- |
| AL    | 80,00  | 128,75   |
| GA    | 179,90 | 289,52   |
| SC    | 106,28 | 171,04   |
| NC    | 231,23 | 372,13   |
| VA    | 68,64  | 110,47   |
| Total | 666,05 | 1 071,90 |

### Alabama

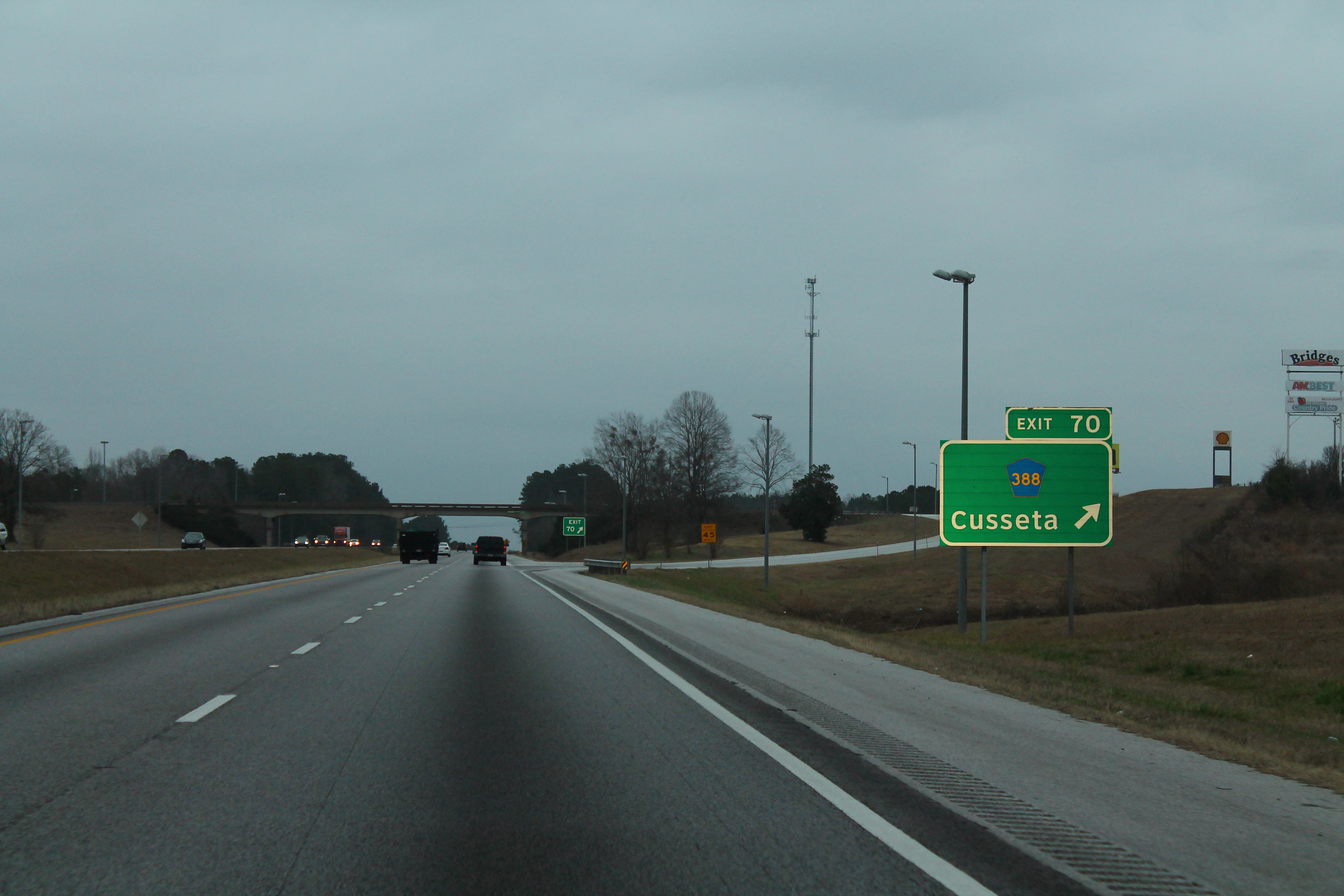
I-85 au sud-ouest de Cusseta

L'I-85 débute à une jonction avec l'I-65 à Montgomery. À partir de là, l'I-85 longe la US 80 jusqu'aux environs de Tuskegee. À Tuskegee, l'I-85 cesse de la suivre et c'est plutôt la US 29 qui longe l'I-85.
En Alabama, l'I-85 passe près d'Auburn, d'Opelika, de Valley et de Lanett avant de traverser la rivière Chattahoochee et d'entrer en Géorgie.
Il est prévu que l'I-85 soit déroutée vers le sud à l'est de Montgomery, là où elle rencontrera l'I-65 au sud du centre-ville et aura un terminus sud à l'I-20 / I-59 près de Cuba, à la frontière avec le Mississippi. Le tracé actuel portera le numéro d'I-685 et se dirigera au centre-ville qui sera évité par l'I-85.

### Géorgie

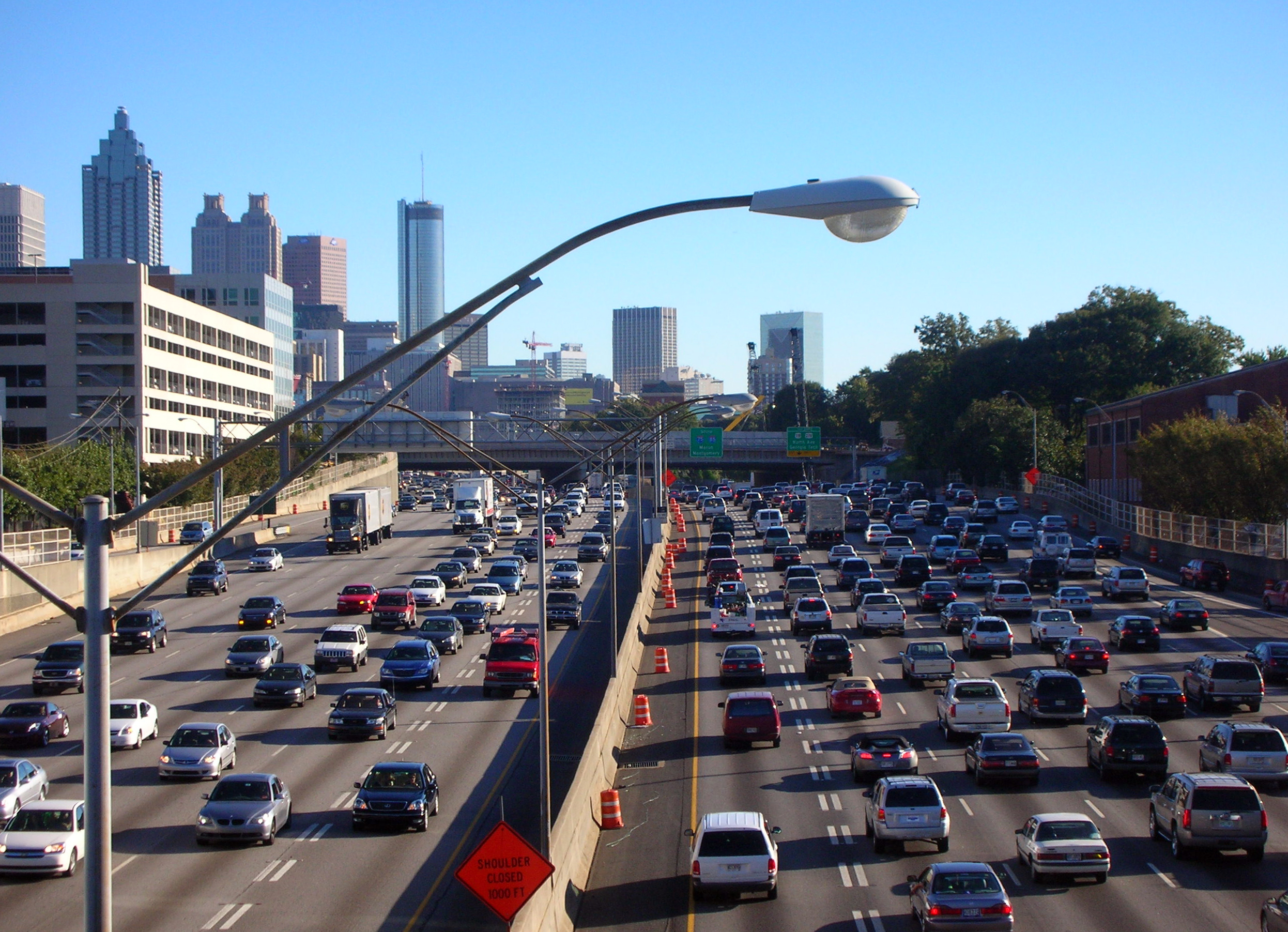
Multiplex de l'I-75 / I-85 au centre-ville d'Atlanta

En Géorgie, l'I-85 contourne West Point avant d'entrer dans la région de LaGrange. À l'est de LaGrange, l'I-85 rencontre l'I-185 qui se dirige à Columbus et à Fort Benning. Dans la région d'Atlanta, l'I-85 croise l'I-20 et l'I-75. Elle forme un multiplex avec celle-ci à travers le centre-ville. Au nord d'Atlanta, l'I-985 offre un lien vers Gainesville. L'I-85 passe dans le nord-est de l'État avant d'entrer en Caroline du Sud.

### Caroline du Sud
L'I-85 offre une route importante pour le Upstate de Caroline du Sud, reliant les villes de Greenville et Spartanburg avec d'autres centres régionaux importants. À Spartanburg, BMW possède une usine importante qui est visible depuis l'autoroute. L'I-85 contourne Clemson et Anderson en direction de Greenville. Près de Powdersville, la US 29 rejoint l'I-85 et forment un multiplex jusqu'à la rivière Saluda . L'I-85 contourne Greenville par le sud mais offre deux liens à la ville via l'I-185 et l'I-385.
L'I-85 donne également accès à l'Aéroport international de Greenville–Spartanburg. L'autoroute contourne la ville de Spartanburg par le nord. Son ancien tracé est désormais identifié comme I-85 BL. Près du mile 70, l'I-85 rencontre l'I-26. Après avoir passé Spartanburg, l'I-85 passe par une région rurale vers la Caroline du Nord.

### Caroline du Nord

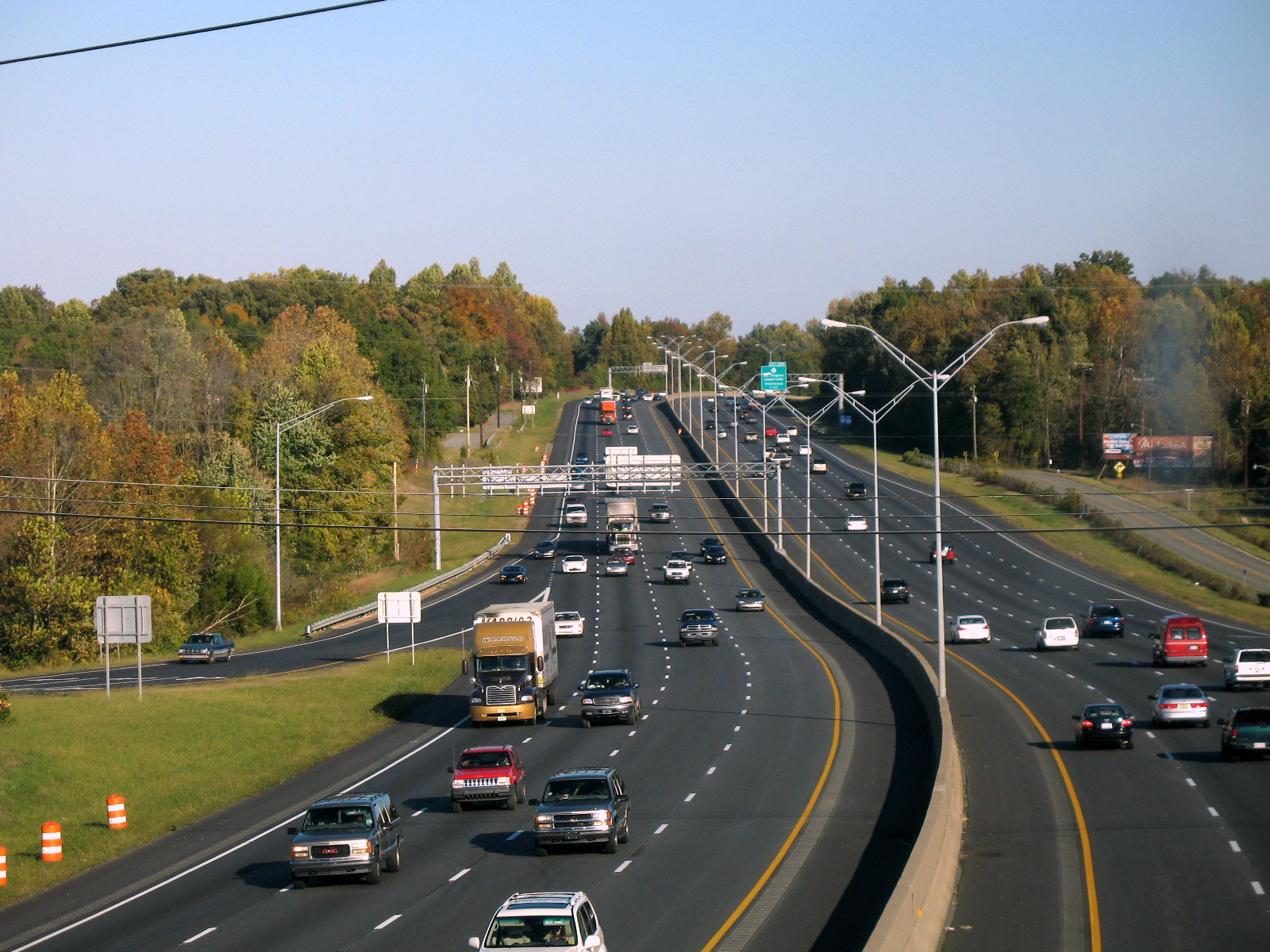
I-40 / I-85 à Burlington

En Caroline du Nord, l'I-85 entre dans une zone plutôt rurale près de Kings Mountain avant d'entrer dans les régions de Gastonia et de Charlotte. À Charlotte, l'I-85 contourne l'Aéroport international Charlotte-Douglas et se dirige vers le nord-est avant d'atteindre le secteur Uptown de Charlotte. L'autoroute contourne le centre-ville et rencontre l'I-77. Au nord de Charlotte, l'I-85 passe près de Concord, Salisbury, Lexington et High Point avant d'atteindre Greensboro.
À Greensboro, l'I-85 contourne le centre-ville (son ancien tracé passait par le centre-ville) par le sud. L'I-85 rencontre et rejoint l'I-40 à l'est du centre-ville et forme un multiplex avec celle-ci dans les villes de Burlington, Graham et Mebane. C'est près de Hillsborough que les deux autoroutes se séparent. L'autoroute continue vers Durham avant de tourner vers le nord-est pour passer par Oxford puis Henderson en direction de la Virginie.

### Virginie

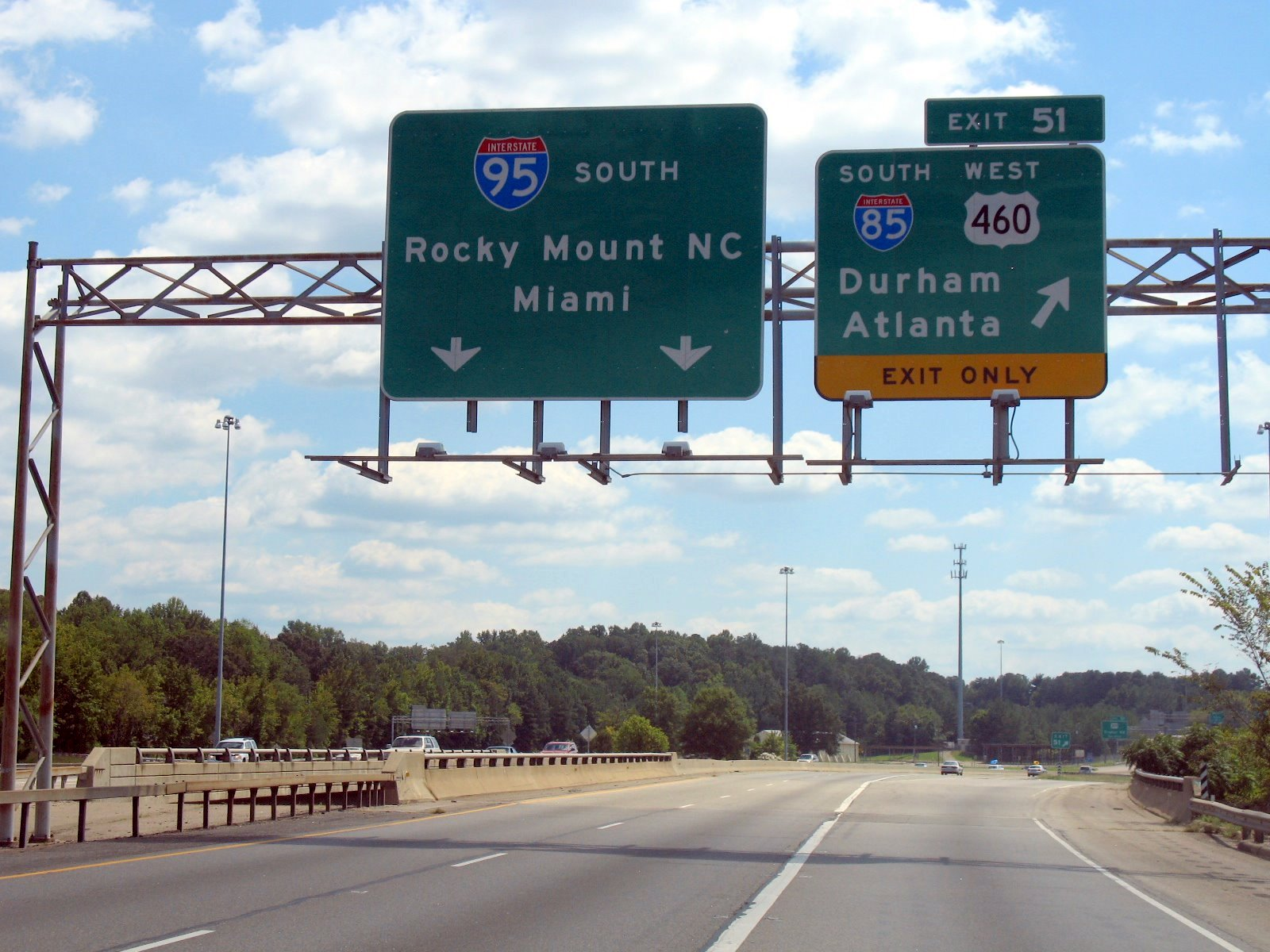
Terminus nord de l'I-85

Débutant à la frontière de la Caroline du Nord et de la Virginie, l'autoroute passe par South Hill et McKenney avant d'entrer dans une grande forêt. Après la forêt, l'I-85 atteint Petersburg et se termine à la jonction avec l'I-95. L'I-85 suit le même alignement général que la US 1.

## Liste des sorties

### Alabama
| Interstate 85                             |              |       |        |        |                                                                     | |
| Comté                                     | Municipalité | mi    | km     | Sortie | Intersections / Destinations                                        | Notes |
| Montgomery                                | Montgomery   | 0,00  | 0,00   | 0      | I-65 / US 82 / Day Street ouest – Mobile, Birmingham                | Indiqué sortie 0 (nord) en direction nord et 0A (sud) et 0B (nord) en direction sud; sortie 171 de l'I-65; futur terminus ouest de l'I-685 |
| Montgomery                                | Montgomery   | 0,79  | 1,27   | 1      | Court Street                                                        | Sortie direction nord, entrée direction sud                                                                                                |
| Montgomery                                | Montgomery   | 1,29  | 2,08   | 1      | Union Street                                                        | Sortie direction sud, entrée direction nord                                                                                                |
| Montgomery                                | Montgomery   | 2,13  | 3,43   | 2      | Forest Avenue                                                       | Sortie direction nord, entrée direction sud                                                                                                |
| Montgomery                                | Montgomery   | 2,32  | 3,73   | 2      | Mulberry Street                                                     | Sortie direction sud, entrée direction nord                                                                                                |
| Montgomery                                | Montgomery   | 3,00  | 4,83   | 3      | Ann Street                                                          | |
| Montgomery                                | Montgomery   | 4,73  | 7,62   | 4      | Perry Hill Road                                                     | |
| Montgomery                                | Montgomery   | 6,55  | 10,54  | 6      | US 80 / US 231 / SR 21 (en) (East Boulevard)                        | Terminus sud du multiplex avec US 80 |
| Montgomery                                | Montgomery   | 9,04  | 14,54  | 9      | SR 271 (en) (Taylor Road) vers US 231                               | |
| Montgomery                                | Montgomery   | 11,01 | 17,72  | 11     | SR 110 (en) / SR 126 (en) (Atlanta Highway) – Mitylene, Mount Meigs | |
| Montgomery                                |              | 14,44 | 23,24  | 15     | SR 108 (en) ouest – Pike Road                                       | Futur déroutement de l'I-85; futur terminus est de l'I-685                                                                                 |
| Montgomery                                | Waugh        | 16,07 | 25,86  | 16     | US 80 est / SR 126 (en) – Mount Meigs, Waugh                        | Terminus nord du multiplex avec US 80 |
| Macon                                     | Shorter      | 22,22 | 35,75  | 22     | SR 138 (en) vers US 80 – Shorter                                    | |
| Macon                                     |              | 26,06 | 41,94  | 26     | SR 229 (en) nord – Tallassee                                        | |
| Macon                                     | Franklin     | 32,37 | 52,09  | 32     | SR 49 (en) nord – Tuskegee, Franklin                                | |
| Macon                                     | Tuskegee     | 38,82 | 62,47  | 38     | SR 81 (en) nord – Notasulga, Tuskegee                               | |
| Macon                                     |              | 42,31 | 68,09  | 42     | SR 186 (en) est (Wire Road) vers US 80 – Tuskegee, Auburn           | Forêt nationale de Tuskegee |
| Lee                                       | Auburn       | 49,92 | 80,34  | 50     | Auburn Technology Parkway                                           | |
| Lee                                       | Auburn       | 51,44 | 82,78  | 51     | US 29 sud / SR 147 (en) (College Street) – Auburn                   | Terminus sud du multiplex avec |
| Lee                                       | Auburn       | 57,03 | 91,78  | 57     | Bent Creek Road                                                     | |
| Lee                                       | Opelika      | 58,75 | 94,56  | 58     | US 280 ouest (Gateway Drive)                                        | Terminus sud du multiplex avec 0 |
| Lee                                       | Opelika      | 60,77 | 97,81  | 60     | SR 51 (en) / SR 169 (en) – Opelika, Hurtsboro                       | |
| Lee                                       | Opelika      | 62,20 | 100,10 | 62     | US 280 est / US 431 – Opelika, Phenix City, Eufaula, Dothan         | Terminus nord du multiplex avec 0 |
| Lee                                       | Opelika      | 64,55 | 103,89 | 64     | US 29 nord – Opelika                                                | Terminus nord du multiplex avec |
| Lee                                       |              | 66,73 | 107,39 | 66     | Andrews Road vers US 29 – Opelika                                   | |
| Chambers                                  |              | 70,39 | 113,29 | 70     | CR 388 – Cusseta                                                    | |
| Chambers                                  | Huguley      | 76,91 | 123,77 | 77     | CR 208 – Valley, Huguley                                            | |
| Chambers                                  | Valley       | 79,37 | 127,73 | 79     | US 29 – Lanett, Valley                                              | |
| Chambers                                  | Valley       | 80,01 | 128,76 |        | I-85 nord – Atlanta                                                 | Continue en Géorgie |
| - Terminus de multiplex - Accès incomplet |              |       |        |        |                                                                     | |

### Géorgie
| Interstate 85                                                     |                     |                     |                     |                                         | | |
| Comté                                                             | Municipalité        | mi                  | km                  | Sortie                                  | Intersections / Destinations | Notes |
| Harris                                                            |                     | 0,00                | 0,00                |                                         | I-85 sud – Lanett, Montgomery | Continue en Alabama |
| Troup                                                             | West Point          | 2,25                | 3,62                | 2                                       | SR 18 (en) – West Point, Pine Mountain                                                                                                   | |
| Troup                                                             |                     | 6,52                | 10,49               | 6                                       | KIA Boulevard | Usine de KIA |
| Troup                                                             |                     | 13,01               | 20,94               | 13                                      | SR 219 (en) – LaGrange | |
| Troup                                                             | LaGrange            | 14,25               | 22,93               | 14                                      | US 27 – LaGrange | |
| Troup                                                             | LaGrange            | 18,12               | 29,16               | 18                                      | SR 109 (en) – Greenville, Warm Springs,LaGrange                                                                                          | |
| Troup                                                             |                     | 19,70               | 31,70               | 21                                      | I-185 sud – Columbus | Vers Fort Benning |
| Troup                                                             | Hogansville         | 28,35               | 45,62               | 28                                      | SR 54 (en) / SR 100 (en) – Hogansville, Luthersville                                                                                     | |
| Meriwether                                                        | Pas d'intersections | Pas d'intersections | Pas d'intersections | Pas d'intersections                     | Pas d'intersections | Pas d'intersections |
| Coweta                                                            | Grantville          | 35,24               | 56,71               | 35                                      | US 29 – Grantville, Moreland | |
| Coweta                                                            | Newnan              | 41,22               | 66,34               | 41                                      | US 27 Alt, / US 29 – Grantville, Moreland                                                                                                | |
| Coweta                                                            | Newnan              | 44,02               | 70,84               | 44                                      | Poplar Road | |
| Coweta                                                            | Newnan              | 46,68               | 75,12               | 47                                      | SR 34 (en) – Newnan, Peachtree City, Shenandoah                                                                                          | |
| Coweta                                                            |                     | 51,28               | 82,53               | 51                                      | SR 154 (en) (McCollum-Sharpesburg Road)                                                                                                  | |
| Coweta                                                            |                     | 56,37               | 90,72               | 56                                      | Collinsworth Road – Palmetto, Tyrone | |
| Fulton                                                            | Fairburn            | 61,26               | 98,59               | 61                                      | SR 74 (en) – Fairburn, Peachtree City | |
| Fulton                                                            | Union City          | 64,17               | 103,27              | 64                                      | SR 138 (en) – Union City, Jonesboro | |
| Fulton                                                            | College Park        | 65,86               | 105,99              | 66                                      | Flat Shoals Road | |
| Fulton                                                            |                     | 68,77               | 110,67              | 68                                      | I-285 (Atlanta Bypass) – Birmingham, Chattanooga, Terminal international, Macon                                                          | Sortie direction nord, entrée direction sud; indiqué pour I-285 nord (Birmingham, Chattanooga) et I-285 est (Terminal international, Macon) |
| Fulton                                                            |                     | 69,14               | 111,27              | 69A                                     | SR 14 Conn. (en) (South Fulton Parkway)                                                                                                  | Indiqué sortie 60 en direction sud |
| Fulton                                                            | College Park        | 69,61               | 112,03              | 69B                                     | SR 279 (en) (Old National Highway) | Indiqué sortie 60 en direction sud |
| Fulton                                                            | College Park        | 70,30               | 113,14              | 70                                      | I-285 (Atlanta Bypass) – Macon, Birmingham, Chattanooga                                                                                  | Sortie direction sud, entrée direction nord                                                                                                 |
| Clayton                                                           |                     | 71,05               | 114,34              | 71                                      | SR 139 (en) (Riverdale Road) – Terminal domestique                                                                                       | |
| Fulton                                                            | College Park        | 72,27               | 116,31              | 72                                      | Vers SR 6 (en) ouest (Camp Creek Parkway) – Air Cargo, Terminal domestique                                                               | |
| Fulton                                                            | East Point          | 73,72               | 118,64              | 73                                      | Virginia Avenue – Air Cargo, College Park                                                                                                | Indiqué sortie 73A (est) et 73B (ouest) en direction nord                                                                                   |
| Fulton                                                            | East Point          | 74,03               | 119,14              | 74                                      | Loop Road – Terminal international | Sortie direction sud, entrée direction nord                                                                                                 |
| Fulton                                                            | Hapeville           | 74,57               | 120,01              | 75                                      | Sylvan Road / Central Avenue – Hapeville                                                                                                 | |
| Fulton                                                            | Atlanta             | 75,78               | 121,96              | 76                                      | Cleveland Avenue – East Point | |
| Fulton                                                            | Atlanta             | 76,08               | 122,44              | 77                                      | US 19 / US 41 / SR 3 (en) (Metropolitan Parkway)                                                                                         | Sortie direction sud, entrée direction nord                                                                                                 |
| Fulton                                                            | Atlanta             | 76,70               | 123,44              | 77                                      | SR 166 (en) (Langford Parkway) – East Point                                                                                              | Sortie direction nord, entrée direction sud                                                                                                 |
| Fulton                                                            | Atlanta             | 76,70               | 123,44              |                                         | I-75 sud – Terminal international, Macon                                                                                                 | Terminus sud du multiplex avec I-75; voies HOV depuis et vers I-75 sud (pas de rampes HOV vers et depuis I-85 sud                           |
| Fulton                                                            | Atlanta             | 76,70               | 123,44              | —                                       | Voies HOV I-75 / I-85 nord | Terminus sud des voies réservées aux HOV3+ / Péage                                                                                          |
| Fulton                                                            | Atlanta             | 77,30               | 124,40              | 243                                     | SR 166 (en) (Langford Parkway) – East Point                                                                                              | |
| Fulton                                                            | Atlanta             | 79,14               | 127,36              | 244                                     | University Avenue / Pryor Street | |
| Fulton                                                            | Atlanta             | 80,19               | 129,05              | 245                                     | Abernathy Boulevard / Capitol Avenue – Turner Field                                                                                      | Sortie direction nord, entrée direction sud                                                                                                 |
| Fulton                                                            | Atlanta             | 80,54               | 129,62              | 246                                     | Fulton Street / Central Avenue – Centre-ville d'Atlanta                                                                                  | |
| Fulton                                                            | Atlanta             | 80,78               | 130,00              | 247                                     | I-20 (Ralph D. Abernathy Freeway) – Augusta, Birmingham                                                                                  | |
| Fulton                                                            | Atlanta             | 81,00               | 130,36              | —                                       | Memorial Drive | Sortie direction nord, entrée direction sud réservée aux voies HOV                                                                          |
| Fulton                                                            | Atlanta             | 81,16               | 130,61              | 248A                                    | Martin Luther King Jr. Drive – Capitole d'État                                                                                           | Sortie direction sud, entrée direction nord                                                                                                 |
| Fulton                                                            | Atlanta             | 81,74               | 131,55              | 248B                                    | Edgewood Avenue / Auburn Avenue / J. W. Dobbs Avenue                                                                                     | Sortie direction nord, entrée direction sud                                                                                                 |
| Fulton                                                            | Atlanta             | 82,11               | 132,14              | 248C                                    | SR 10 (en) est (Freedom Parkway) / Andrew Young International Boulevard – Carter Center, Martin Luther King Jr. National Historical Park | |
| Fulton                                                            | Atlanta             | 81,97               | 131,92              | 248D                                    | J. W. Dobbs Avenue / Edgewood Avenue / Jessee Hill Drive / Auburn Avenue                                                                 | Sortie direction sud, entrée direction nord                                                                                                 |
| Fulton                                                            | Atlanta             | 82,00               | 131,97              | —                                       | Piedmont | Sortie direction nord, entrée direction sud réservée aux voies HOV                                                                          |
| Fulton                                                            | Atlanta             | 82,53               | 132,82              | 249A                                    | Courtland Street – Université d'État de Géorgie                                                                                          | Sortie direction sud seulement |
| Fulton                                                            | Atlanta             | 82,79               | 133,24              | 249B                                    | Pine Street / Peachtree Street – Civic Center                                                                                            | Sortie direction nord seulement |
| Fulton                                                            | Atlanta             | 82,98               | 133,54              | 249C                                    | Williams Street – Georgia World Congress Center, Mercedes-Benz Stadium                                                                   | Pas de sortie en direction nord |
| Fulton                                                            | Atlanta             | 82,98               | 133,54              | 249D                                    | Vers US 19 / US 29 (Spring Street / West Peachtree Street)                                                                               | Sortie direction nord, entrée direction sud                                                                                                 |
| Fulton                                                            | Atlanta             | 83,18               | 133,87              | 249D                                    | Vers US 29 / US 78 / US 278 / SR 3 (en) (North Avenue) – Georgia Tech                                                                    | Sortie direction sud, entrée direction nord                                                                                                 |
| Fulton                                                            | Atlanta             | 83,89               | 135,01              | 250                                     | 10th Street, 14th Street – Georgia Tech                                                                                                  | Sortie direction nord, entrée direction sud                                                                                                 |
| Fulton                                                            | Atlanta             | 84,58               | 136,12              | 251A                                    | 17th Street – Midtown | Sortie direction nord seulement |
| Fulton                                                            | Atlanta             | 84,58               | 136,12              | 84                                      | 17th Street, 14th Street, 10th Street | Sortie direction sud seulement |
| Fulton                                                            | Atlanta             | 84,92               | 136,67              | 85                                      | I-75 nord – Marietta, Chattanooga | Terminus nord du multiplex avec I-75 |
| Fulton                                                            | Atlanta             | 85,92               | 138,27              | 86                                      | SR 13 (en) nord (Buford Highway) | Sortie direction nord, entrée direction sud                                                                                                 |
| Fulton                                                            | Atlanta             | 86,00               | 138,40              | —                                       | Lindbergh Drive | Sortie direction sud, entrée direction nord réservée aux voies HOV                                                                          |
| Fulton                                                            | Atlanta             | 86,92               | 139,88              | 87                                      | SR 400 (en) nord / Piedmont Avenue – Buckhead, Cumming                                                                                   | Sortie direction nord, entrée direction sud                                                                                                 |
| Fulton                                                            | Atlanta             | 87,77               | 141,25              | 86                                      | SR 400 (en) nord / SR 13 (en) sud – Buckhead, Cumming vers Peachtree Street                                                              | Sortie direction sud, entrée direction nord                                                                                                 |
| Fulton                                                            | Atlanta             | 88,11               | 141,80              | 88                                      | Cheshire Bridge Road / Lenox Road | Sortie direction sud, entrée direction nord                                                                                                 |
| DeKalb                                                            | Brookhaven          | 89,23               | 143,60              | 89                                      | SR 42 (en) (North Druid Hills Road) | |
| DeKalb                                                            |                     | 90,65               | 145,89              | 91                                      | US 23 / SR 155 (en) (Clairmont Road) | |
| DeKalb                                                            | Doraville           | 92,91               | 149,52              | 93                                      | Shallowford Road – Doraville | |
| DeKalb                                                            | Chamblee            | 94,26               | 151,70              | 94                                      | Chamblee-Tucker Road, Université Mercer                                                                                                  | |
| DeKalb                                                            |                     | 95,46               | 153,63              | 95                                      | I-285 (Atlanta Bypass) – Augusta, Macon, Chattanooga, Birmingham                                                                         | Indiqué sortie 95A (est, Macon, Augusta) et 95B (ouest, Chattanooga, Birmingham) en direction sud                                           |
| DeKalb                                                            |                     | 96,06               | 154,59              | 96                                      | Northcrest Road / Pleasantdale Road | |
| Gwinnett                                                          | Norcross            | 98,80               | 159,00              | 99                                      | SR 140 (en) ouest (Jimmy Carter Boulevard)                                                                                               | |
| Gwinnett                                                          | Norcross            | 100,94              | 162,45              | 101                                     | Indian Trail-Lilburn Road | |
| Gwinnett                                                          |                     | 102,06              | 164,25              | 102                                     | SR 378 (en) (Beaver Ruin Road) – Lilburn                                                                                                 | |
| Gwinnett                                                          |                     | 103,56              | 166,66              | 103                                     | Steve Reynolds Boulevard | Sortie direction nord, entrée direction sud                                                                                                 |
| Gwinnett                                                          |                     | 104,07              | 167,48              | 104                                     | Pleasant Hill Road | |
| Gwinnett                                                          |                     | 105,98              | 170,56              | 105                                     | SR 120 (en) – Duluth, Lawrenceville | Sortie direction nord seulement |
| Gwinnett                                                          | 106                 | 105,98              | 170,56              | SR 316 (en) est – Lawrenceville, Athens | Pas de sortie en direction sud | |
| Gwinnett                                                          |                     | 107,03              | 172,25              | 107                                     | SR 120 (en) vers SR 316 (en) est / Boggs Road – Duluth, Lawrenceville                                                                    | Sortie direction sud seulement |
| Gwinnett                                                          |                     | 107,84              | 173,55              | 108                                     | Sugarloaf Parkway | |
| Gwinnett                                                          |                     | 108,96              | 175,35              | 109                                     | Old Peachtree Road | |
| Gwinnett                                                          |                     | 111,46              | 179,38              | 111                                     | SR 317 (en) nord – Suwanee | |
| Gwinnett                                                          |                     | 112,96              | 181,79              | 113                                     | I-985 nord – Augusta, Macon, Chattanooga, Birmingham                                                                                     | Terminus sud de l'I-985; sortie direction nord, entrée direction sud                                                                        |
| Gwinnett                                                          |                     | 115,22              | 185,43              | 115                                     | SR 20 (en) – Lawrenceville, Buford | |
| Gwinnett                                                          | Buford              | 118,00              | 189,90              | 118                                     | SR 324 (en) (Gravel Springs Road) | |
| Gwinnett                                                          |                     |                     |                     | —                                       | Voies HOV de l'I-85 sud | Terminus nord des voies réservées aux HOV3+ / Péage                                                                                         |
| Gwinnett                                                          |                     | 119,81              | 192,82              | 120                                     | Hamilton Mill Road / Hamilton Mill Parkway                                                                                               | |
| Barrow                                                            | Braselton           | 126,10              | 202,94              | 126                                     | SR 211 (en) – Winder | |
| Jackson                                                           | Braselton           | 129,37              | 208,20              | 129                                     | SR 53 (en) – Braselton, Hoschton, Winder                                                                                                 | |
| Jackson                                                           | Jefferson           | 136,60              | 218,84              | 137                                     | US 129 / SR 11 (en) – Gainesville, Jefferson                                                                                             | |
| Jackson                                                           | Jefferson           | 140,41              | 225,97              | 140                                     | SR 82 (en) (Dry Pond Road / Holly Springs Road)                                                                                          | |
| Jackson                                                           | Commerce            | 146,58              | 235,90              | 147                                     | SR 98 (en) – Commerce, Maysville | |
| Banks                                                             | Commerce            | 149,32              | 240,31              | 149                                     | US 441 / SR 15 (en) – Commerce, Homer, Banks Crossing                                                                                    | |
| Banks                                                             |                     | 153,74              | 247,42              | 154                                     | SR 63 (en) (Martin Bridge Road) – Toccoa                                                                                                 | |
| Franklin                                                          |                     | 159,82              | 257,21              | 160                                     | SR 51 (en) – Homer, Franklin Springs, Royston, Elberton                                                                                  | |
| Franklin                                                          |                     | 163,87              | 263,72              | 164                                     | SR 320 (en) – Carnesville | |
| Franklin                                                          |                     | 165,91              | 267,01              | 166                                     | SR 106 (en) / SR 145 (en) – Carnesville, Toccoa                                                                                          | |
| Franklin                                                          | Lavonia             | 173,10              | 278,58              | 173                                     | SR 17 (en) – Lavonia, Toccoa, Elberton                                                                                                   | |
| Hart                                                              | Lac Hartwell        | 177,24              | 285,24              | 177                                     | SR 77 (en) sud – Hartwell, Lake Hartwell                                                                                                 | |
| Hart                                                              |                     | 179,13              | 288,28              |                                         | I-85 nord – Greenville, Charlotte | Continue en Caroline du Sud |
| - Terminus de multiplex - Accès réservé aux HOV - Accès incomplet |                     |                     |                     |                                         | | |

### Caroline du Sud
| Interstate 85                                     |                                |        |        |                          |                                                                                    |                                                                                   |
| Comté                                             | Municipalité                   | mi     | km     | Sortie                   | Intersections / Destinations                                                       | Notes                                                                             |
| Rivière Tugaloo / Lac Hartwell                    | Rivière Tugaloo / Lac Hartwell | 0,00   | 0,00   |                          | I-85 sud – Atlanta                                                                 | Continue en Géorgie                                                               |
| Rivière Tugaloo / Lac Hartwell                    | Rivière Tugaloo / Lac Hartwell | 0,00   | 0,00   | Pont S. Earnest Vandiver |                                                                                    |                                                                                   |
| Oconee                                            |                                | 0,19   | 0,31   | 1                        | SC 11 (en) (Cherokee Foothills Scenic Highway) – Walhalla                          | Sortie direction nord inclut l'accès au Centre d'accueil des visiteurs            |
| Oconee                                            | Fair Play                      | 2,29   | 3,69   | 2                        | SC 59 (en) nord – Fair Play, Seneca                                                |                                                                                   |
| Anderson                                          | Fair Play                      | 4,03   | 6,49   | 4                        | Vers SC 243 (en) / Road 23 – Fair Play                                             |                                                                                   |
| Anderson                                          |                                | 11,17  | 17,98  | 11                       | SC 24 (en) / SC 243 (en) ouest – Anderson, Townville                               |                                                                                   |
| Anderson                                          |                                | 13,66  | 21,98  | 14                       | SC 187 (en) – Pendleton, Clemson                                                   |                                                                                   |
| Anderson                                          |                                | 19,42  | 31,25  | 19                       | US 76 / SC 28 (en) – Clemson, Anderson                                             |                                                                                   |
| Anderson                                          |                                | 20,64  | 33,22  | 21                       | US 178 – Anderson, Liberty                                                         |                                                                                   |
| Anderson                                          |                                | 27,14  | 43,68  | 27                       | SC 81 (en) – Anderson                                                              |                                                                                   |
| Anderson                                          |                                | 31,78  | 51,14  | 32                       | SC 8 (en) – Pelzer, Belton                                                         |                                                                                   |
| Anderson                                          |                                | 34,17  | 54,99  | 34                       | US 29 sud – Williamston, Anderson                                                  | Terminus sud du multiplex avec US 29; sortie direction sud, entrée direction nord |
| Anderson                                          | Piedmont                       | 35,20  | 56,65  | 35                       | SC 86 (en) – Piedmont, Easley                                                      |                                                                                   |
| Anderson                                          | Powdersville                   | 38,93  | 62,65  | 39                       | River Road – Piedmont                                                              |                                                                                   |
| Anderson                                          | Powdersville                   | 40,19  | 64,68  | 40                       | SC 153 (en) – Easley                                                               |                                                                                   |
| Greenville                                        |                                | 41,88  | 67,40  | 42                       | I-185 / US 29 nord – Greenville, Columbia                                          | Terminus nord du multiplex avec US 29; sortie 14A-B de l'I-185                    |
| Greenville                                        | Greenville                     | 42,75  | 68,80  | 44A                      | SC 20 (en) (Piedmont Highway)                                                      | Sortie direction sud, entrée direction nord                                       |
| Greenville                                        | Greenville                     | 43,21  | 69,54  | 44B                      | US 25 (White Horse Road)                                                           |                                                                                   |
| Greenville                                        | Greenville                     | 45,33  | 72,95  | 46A                      | Augusta Road                                                                       |                                                                                   |
| Greenville                                        | Greenville                     | 45,53  | 73,27  | 46B                      | SC 291 (en) (Pleasantburg Drive)                                                   |                                                                                   |
| Greenville                                        | Greenville                     | 46,01  | 74,05  | 46C                      | Mauldin Road                                                                       |                                                                                   |
| Greenville                                        | Greenville                     | 48,17  | 77,52  | 48                       | US 276 – Mauldin, Greenville                                                       | Indiqué sortie 48A (est) et 48B (ouest)                                           |
| Greenville                                        | Greenville                     | 50,37  | 81,06  | 51A                      | SC 146 (en) (Woodruff Road)                                                        |                                                                                   |
| Greenville                                        | Greenville                     | 50,80  | 81,75  | 51                       | I-385 – Columbia, Greenville                                                       | Indiqué sortie 51B (sud) et 51C (nord); sortie 35-36 de l'I-385                   |
| Greenville                                        |                                | 53,68  | 86,39  | 54                       | Pelham Road                                                                        |                                                                                   |
| Spartanburg                                       | Greer                          | 55,96  | 90,06  | 56                       | SC 14 (en) – Greer, Pelham                                                         |                                                                                   |
| Spartanburg                                       | Greer                          | 56,83  | 91,46  | 57                       | Aviation Drive – Aéroport international de Greenville-Spartanburg                  |                                                                                   |
| Spartanburg                                       | Greer                          | 57,24  | 92,12  | 58                       | Brockman McClimon Road                                                             |                                                                                   |
| Spartanburg                                       | Greer                          | 59,92  | 96,43  | 60                       | SC 101 (en) – Woodruff, Greer                                                      |                                                                                   |
| Spartanburg                                       |                                | 63,32  | 101,90 | 63                       | SC 290 (en) – Moore, Duncan                                                        |                                                                                   |
| Spartanburg                                       |                                | 65,89  | 106,04 | 66                       | US 29 – Spartanburg, Wellford, Lyman                                               |                                                                                   |
| Spartanburg                                       |                                | 67,89  | 109,26 | 68                       | SC 129 (en) ouest – Lyman                                                          |                                                                                   |
| Spartanburg                                       |                                | 68,71  | 110,58 | 69                       | I-85 BL nord – Spartanburg                                                         | Ancien tracé de l'I-85                                                            |
| Spartanburg                                       |                                | 70,62  | 113,65 | 70                       | I-26 – Columbia, Asheville                                                         | Sortie 18A-B de l'I-26                                                            |
| Spartanburg                                       |                                | 72,48  | 116,65 | 72                       | US 176 vers I-585 – Spartanburg, Inman                                             |                                                                                   |
| Spartanburg                                       | Boiling Springs                | 74,87  | 120,49 | 75                       | SC 9 (en) – Spartanburg, Boiling Springs                                           |                                                                                   |
| Spartanburg                                       |                                | 77,35  | 124,48 | 77                       | I-85 BL sud – Spartanburg                                                          | Ancien tracé de l'I-85                                                            |
| Spartanburg                                       |                                | 78,46  | 126,27 | 78                       | US 221 – Chesnee, Spartanburg                                                      |                                                                                   |
| Spartanburg                                       |                                | 79,80  | 128,43 | 80                       | Road 57, Gossett Road                                                              |                                                                                   |
| Spartanburg                                       |                                | 82,11  | 132,14 | 82                       | Bud Arthur Bridge Road                                                             | Fermée en 2021                                                                    |
| Spartanburg                                       |                                | 83,38  | 134,19 | 83                       | SC 110 (en) – Cowpens, Chesnee                                                     |                                                                                   |
| Cherokee                                          |                                | 86,58  | 139,34 | 87                       | Road 39, Green River Road                                                          |                                                                                   |
| Cherokee                                          | Gaffney                        | 89,76  | 144,45 | 90                       | SC 105 (en) sud – Gaffney                                                          |                                                                                   |
| Cherokee                                          | Gaffney                        | 92,18  | 148,35 | 92                       | SC 11 (en) (Cherokee Foothills Scenic Highway) vers SC 150 (en) – Gaffney, Chesnee |                                                                                   |
| Cherokee                                          | Gaffney                        | 94,75  | 152,49 | 95                       | SC 18 (en) vers SC 150 (en) / Pleasant School Road – Gaffney, Boiling Springs      |                                                                                   |
| Cherokee                                          |                                | 96,10  | 154,66 | 96                       | SC 18 (en) – Shelby                                                                |                                                                                   |
| Cherokee                                          |                                | 98,04  | 157,78 | 98                       | Frontage Road                                                                      | Fermée en 2020                                                                    |
| Cherokee                                          |                                | 99,33  | 159,86 | 100                      | Blacksburg Highway                                                                 |                                                                                   |
| Cherokee                                          | Blacksburg                     | 101,97 | 164,10 | 102                      | SC 5 (en) sud / SC 198 (en) est – Blacksburg, Rock Hill                            |                                                                                   |
| Cherokee                                          |                                | 103,95 | 167,29 | 104                      | Road 99, Tribal Road                                                               |                                                                                   |
| Cherokee                                          |                                | 105,67 | 170,06 | 106                      | US 29 – Blacksburg, Grover                                                         |                                                                                   |
| Cherokee                                          |                                | 106,28 | 171,04 |                          | I-85 nord – Charlotte                                                              | Continue en Caroline du Nord                                                      |
| - Terminus de multiplex - Accès incomplet - Fermé |                                |        |        |                          |                                                                                    |                                                                                   |

### Caroline du Nord
| Interstate 85                             |                |        |        |                                     |                                                                                            | |
| Comté                                     | Municipalité   | mi     | km     | Sortie                              | Intersections / Destinations                                                               | Notes                                                                                                |
| Cleveland                                 | Grover         | 0,00   | 0,00   |                                     | I-85 sud – Spartanburg                                                                     | Continue en Caroline du Sud                                                                          |
| Cleveland                                 |                | 1,80   | 2,90   | 2                                   | NC 216 (en) – Kings Mountain National Military Park                                        | |
| Cleveland                                 |                | 3,60   | 5,80   | 4                                   | US 29 sud                                                                                  | Terminus sud du multiplex avec US 29; sortie direction sud, entrée direction nord                    |
| Cleveland                                 |                | 4,80   | 7,70   | 5                                   | Kings Mountain Boulevard / Dixon School Road                                               | |
| Cleveland                                 | Kings Mountain | 7,60   | 12,20  | 8                                   | NC 161 (en) – Kings Mountain                                                               | |
| Gaston                                    | Kings Mountain | 10,00  | 16,10  | 10                                  | US 29 nord / US 74 – Kings Mountain, Shelby                                                | Terminus nord du multiplex avec US 29; sortie 10A (nord / est) et 10B (ouest)                        |
| Gaston                                    | Bessemer City  | 12,80  | 20,60  | 13                                  | Edgewood Road – Bessemer City                                                              | |
| Gaston                                    | Gastonia       | 14,50  | 23,30  | 14                                  | NC 274 (en) – Bessemer City est, Gastonia                                                  | |
| Gaston                                    | Gastonia       | 17,00  | 27,40  | 17                                  | US 321 – Gastonia, Lincolnton                                                              | Indiqué sortie 17A (sud) et 17B (nord) en direction sud                                              |
| Gaston                                    | Gastonia       | 19,00  | 30,60  | 19                                  | NC 7 (en) – Gastonia est                                                                   | |
| Gaston                                    | Gastonia       | 19,70  | 31,70  | 20                                  | NC 279 (en) (New Hope Road) – Dallas                                                       | |
| Gaston                                    | Gastonia       | 20,60  | 33,20  | 21                                  | Cox Road – Ranlo                                                                           | |
| Gaston                                    | Lowell         | 22,30  | 35,90  | 22                                  | Main Street – Cramerton, Lowell                                                            | |
| Gaston                                    | Lowell         | 23,20  | 37,30  | 23                                  | NC 7 (en) – Lowell, McAdenville                                                            | |
| Gaston                                    | Belmont        | 25,70  | 41,40  | 26                                  | Belmont-Mount Holly Road – Belmont, Mount Holly                                            | |
| Gaston                                    | Belmont        | 26,90  | 43,30  | 27                                  | NC 273 (en) – Belmont, Mount Holly                                                         | |
| Mecklenburg                               |                | 29,40  | 47,30  | 29                                  | Sam Wilson Road                                                                            | |
| Mecklenburg                               |                | 30,30  | 48,80  | 30                                  | I-485 vers I-77 – Pineville, Huntersville                                                  | Indiqué sortie 30A (sud) et 30B (nord) en direction sud; sortie 10A-B de l'I-485                     |
| Mecklenburg                               | Charlotte      | 32,00  | 51,50  | 32                                  | Little Rock Road – Aéroport international de Charlotte                                     | |
| Mecklenburg                               | Charlotte      | 33,20  | 53,40  | 33                                  | Billy Graham Parkway – Farmers Market                                                      | |
| Mecklenburg                               | Charlotte      | 34,70  | 55,80  | 34                                  | NC 27 (en) (Freedom Drive) / Tuckaseegee Road                                              | |
| Mecklenburg                               | Charlotte      | 35,40  | 57,00  | 35                                  | Glenwood Drive                                                                             | |
| Mecklenburg                               | Charlotte      | 36,20  | 58,30  | 36                                  | NC 16 (en) (Brookshire Boulevard) vers US 74 est – Centre-ville de Charlotte               | |
| Mecklenburg                               | Charlotte      | 37,80  | 60,80  | 37                                  | Beatties Ford Road – Université Johnson-C.-Smith                                           | |
| Mecklenburg                               | Charlotte      | 38,20  | 61,50  | 38                                  | I-77 / US 21 – Statesville, Columbia                                                       | Sortie 13A-B de l'I-77                                                                               |
| Mecklenburg                               | Charlotte      | 38,80  | 62,40  | 39                                  | Statesville Avenue / Statesville Road                                                      | |
| Mecklenburg                               | Charlotte      | 40,50  | 65,20  | 40                                  | Graham Street                                                                              | |
| Mecklenburg                               | Charlotte      | 41,30  | 66,50  | 41                                  | Sugar Creek Road                                                                           | |
| Mecklenburg                               | Charlotte      | 42,30  | 68,10  | 42                                  | Vers US 29 / NC 49 (en) (North Tyron Street)                                               | Sortie direction nord, entrée direction sud                                                          |
| Mecklenburg                               | Charlotte      | 43,00  | 69,20  | 43                                  | Vers NC 49 (en) / University City Boulevard                                                | Vers IKEA Boulevard                                                                                  |
| Mecklenburg                               | Charlotte      | 44,50  | 71,60  | 45                                  | NC 24 (en) (W.T. Harris Boulevard)                                                         | Indiqué sortie 45A (est) et 45B (ouest)                                                              |
| Mecklenburg                               | Charlotte      | 46,20  | 74,40  | 46                                  | Mallard Creek Church Road                                                                  | Indiqué sortie 46A (est) et 46B (ouest) en direction nord                                            |
| Mecklenburg                               | Charlotte      | 47,50  | 76,40  | 48                                  | I-485 vers I-77 nord – Huntersville, Matthews                                              | Sortie 30 de l'I-485                                                                                 |
| Cabarrus                                  | Concord        | 49,20  | 79,20  | 49                                  | Bruton Smith Boulevard / Concord Mills Boulevard                                           | |
| Cabarrus                                  | Concord        | 51,80  | 83,40  | 52                                  | Poplar Tent Road                                                                           | |
| Cabarrus                                  | Concord        | 53,60  | 86,30  | 54                                  | George W. Liles Parkway / Kannapolis Parkway                                               | |
| Cabarrus                                  | Concord        | 55,00  | 88,50  | 55                                  | NC 73 (en) – Concord, Huntersville                                                         | |
| Cabarrus                                  | Concord        | 58,00  | 93,30  | 58                                  | US 29 / US 601 sud – Kannapolis, Concord                                                   | Terminus sud du multiplex avec US 601                                                                |
| Cabarrus                                  | Kannapolis     | 59,90  | 96,40  | 60                                  | Dale Earnhardt Boulevard / Copperfield Boulevard                                           | Indiqué sortie 60A (Copperfield Boulevard) et 60B (Dale Earnhardt Boulevard) en direction nord       |
| Cabarrus                                  | Kannapolis     | 62,50  | 100,60 | 63                                  | Lane Street – Kannapolis                                                                   | |
| Rowan                                     | Landis         | 65,00  | 104,60 | 65                                  | Old Beatty Ford Road – Landis                                                              | |
| Rowan                                     | China Grove    | 68,00  | 109,40 | 68                                  | US 29 / NC 152 (en) – China Grove, Rockwell                                                | |
| Rowan                                     | Salisbury      | 70,40  | 113,30 | 70                                  | Webb Road                                                                                  | |
| Rowan                                     | Salisbury      | 71,50  | 115,10 | 71                                  | Peeler Road                                                                                | |
| Rowan                                     | Salisbury      | 72,30  | 116,40 | 72                                  | Peach Orchard Road                                                                         | |
| Rowan                                     | Salisbury      | 73,70  | 118,60 | 74                                  | Julian Road                                                                                | |
| Rowan                                     | Salisbury      | 74,50  | 119,90 | 75                                  | US 601 nord (Jake Alexander Boulevard)                                                     | Terminus nord du multiplex avec US 601                                                               |
| Rowan                                     | Salisbury      | 76,00  | 122,30 | 76                                  | US 52 sud (Innes Street) – Albemarle, Salisbury                                            | Terminus sud du multiplex avec US 52                                                                 |
| Rowan                                     | East Spencer   | 79,00  | 127,10 | 79                                  | Andrews Street – Spencer, East Spencer                                                     | |
| Rowan                                     | Spencer        | 80,40  | 129,40 | 81                                  | Long Ferry Road – Spencer                                                                  | |
| Rivière Yadkin                            | Rivière Yadkin | 82,20  | 132,30 | Pont Mémorial Yadkin River Veterans | Pont Mémorial Yadkin River Veterans                                                        | Pont Mémorial Yadkin River Veterans                                                                  |
| Davidson                                  |                | 83,40  | 134,20 | 84                                  | US 29 sud / US 70 ouest vers NC 150 (en) – Spencer                                         | Terminus sud du multiplex avec US 29 / US 52                                                         |
| Davidson                                  |                | 85,50  | 137,60 | 86                                  | Belmont Road                                                                               | |
| Davidson                                  |                | 87,20  | 140,30 | 87                                  | I-285 nord / I-85 BL nord / US 29 nord / US 52 nord / US 70 est – Lexington, Winston-Salem | Terminus nord du multiplex avec US 29 / US 52 / US 70; sortie direction nord, entrée direction sud   |
| Davidson                                  |                | 88,00  | 141,60 | 88                                  | NC 47 (en) (Hargrave Road) vers I-285 / US 52                                              | |
| Davidson                                  | Lexington      | 91,10  | 146,60 | 91                                  | NC 8 (en) – Lexington, Southmont                                                           | |
| Davidson                                  | Lexington      | 93,70  | 150,80 | 94                                  | Old US 64                                                                                  | |
| Davidson                                  | Lexington      | 96,00  | 154,50 | 96                                  | US 64 – Asheboro, Lexington                                                                | |
| Davidson                                  | Thomasville    | 101,50 | 163,30 | 102                                 | Lake Road                                                                                  | |
| Davidson                                  | Thomasville    | 103,40 | 166,40 | 103                                 | NC 109 (en) – Thomasville                                                                  | |
| Randolph                                  | Trinity        | 105,50 | 169,80 | 106                                 | Finch Farm Road                                                                            | |
| Randolph                                  | Trinity        | 107,50 | 173,00 | 108                                 | Hopewell Church Road – Trinity                                                             | |
| Randolph                                  | Archdale       | 111,00 | 178,60 | 111                                 | Main Street – Archdale, Centre-ville de High Point                                         | |
| Guilford                                  | Archdale       | 112,70 | 181,40 | 113A                                | NC 62 (en) – Archdale                                                                      | |
| Guilford                                  | Archdale       | 113,40 | 182,50 | 113B‑C                              | I-74 – Asheboro, Winston-Salem                                                             | Indiqué sortie 113B (est) et 113C (ouest); sortie 75A-B de l'I-74                                    |
| Guilford                                  | Greensboro     | 118,10 | 190,10 | 118                                 | I-85 BL sud / US 29 sud / US 70 ouest – High Point                                         | Terminus sud du multiplex avec I-85 BL / US 29 / US 70                                               |
| Guilford                                  | Greensboro     | 119,50 | 192,30 | 119                                 | Groometown Road vers Grandover Parkway                                                     | Indiqué sortie 122A en direction sud                                                                 |
| Guilford                                  | Greensboro     | 120,00 | 193,10 | 120A                                | I-85 BL nord / US 29 nord / US 70 est – Greensboro                                         | Terminus nord du multiplex avec I-85 BL / US 29 / US 70; sortie direction nord, entrée direction sud |
| Guilford                                  | Greensboro     | 120,40 | 193,80 | 120B                                | I-73 nord / US 421 nord – Winston-Salem, Martinsville                                      | Terminus sud du multiplex                                                                            |
| Guilford                                  | Greensboro     | 121,70 | 195,90 | 122                                 | I-73 sud / US 220 – Asheboro, Greensboro                                                   | Sortie direction sud, entrée direction nord; indiqué sortie 122B (sud) et 122C (nord)                |
| Guilford                                  | Greensboro     | 123,70 | 199,10 | 124                                 | South Elm-Eugene Street                                                                    | |
| Guilford                                  | Greensboro     | 126,00 | 202,80 | 126                                 | US 421 sud – Sanford                                                                       | Terminus nord du multiplex avec US 421; indiqué sortie 126A (sud) et 126B (nord)                     |
| Guilford                                  | Greensboro     | 128,20 | 206,30 | 128                                 | Alamance Church Road                                                                       | |
| Guilford                                  | Greensboro     | 130,20 | 209,50 | 129                                 | Youngs Mill Road                                                                           | |
| Guilford                                  | Greensboro     | 132,00 | 212,40 | 131                                 | I-40 ouest / I-785 nord / I-840 ouest – Greensboro, Winston-Salem, Danville                | Terminus sud du multiplex avec I-40                                                                  |
| Guilford                                  | McLeansville   | 133,30 | 214,50 | 132                                 | Mount Hope Church Road                                                                     | |
| Guilford                                  | Whitsett       | 136,30 | 219,40 | 135                                 | Rock Creek Dairy Road                                                                      | |
| Guilford                                  | Whitsett       | 138,60 | 223,10 | 138                                 | NC 61 (en) – Gibsonville                                                                   | |
| Alamance                                  | Burlington     | 141,50 | 227,70 | 140                                 | University Drive – Elon                                                                    | |
| Alamance                                  | Burlington     | 142,50 | 229,30 | 141                                 | Huffman Mill Road                                                                          | |
| Alamance                                  | Burlington     | 144,20 | 232,10 | 143                                 | NC 62 (en) – Burlington, Alamance                                                          | |
| Alamance                                  | Burlington     | 146,30 | 235,40 | 145                                 | NC 49 (en) – Burlington, Liberty                                                           | |
| Alamance                                  | Graham         | 148,00 | 238,20 | 147                                 | NC 87 (en) – Graham, Pittsboro                                                             | |
| Alamance                                  | Graham         | 149,00 | 239,80 | 148                                 | NC 54 (en) – Chapel Hill, Carrboro                                                         | |
| Alamance                                  | Haw River      | 150,80 | 242,70 | 150                                 | Jimmie Kerr Road – Haw River, Roxboro                                                      | |
| Alamance                                  | Mebane         | 153,20 | 246,60 | 152                                 | Trollingwood Road                                                                          | |
| Alamance                                  | Mebane         | 154,00 | 247,80 | 153                                 | NC 119 (en) – Mebane                                                                       | |
| Alamance                                  | Mebane         | 155,50 | 250,30 | 154                                 | Mebane–Oaks Road – Mebane                                                                  | |
| Orange                                    |                | 158,20 | 254,60 | 157                                 | Buckhorn Road                                                                              | |
| Orange                                    | Efland         | 161,30 | 259,60 | 160                                 | Mount Willing Road – Efland                                                                | |
| Orange                                    | Efland         | 161,90 | 260,60 | 161                                 | Vers US 70 / NC 86 (en) nord (US 70 Connector)                                             | |
| Orange                                    | Hillsborough   | 164,00 | 263,90 | 163                                 | I-40 est – Raleigh                                                                         | Terminus nord du multiplex avec I-40                                                                 |
| Orange                                    | Hillsborough   | 165,20 | 265,90 | 164                                 | Old NC 86 – Hillsborough                                                                   | |
| Orange                                    | Hillsborough   | 166,50 | 268,00 | 165                                 | NC 86 (en) – Chapel Hill, Hillsborough                                                     | |
| Orange                                    | Eno            | 170,80 | 274,90 | 170                                 | US 70 ouest / US 70 Bus. est vers NC 751 (en) – Université Duke                            | Terminus sud du multiplex avec US 70                                                                 |
| Durham                                    | Durham         | 173,30 | 278,90 | 172                                 | NC 147 (en) sud – Centre-ville de Durham, Research Triangle Park                           | Sortie direction nord, entrée direction sud                                                          |
| Durham                                    | Durham         | 174,20 | 280,30 | 173                                 | Cole Mill Road                                                                             | |
| Durham                                    | Durham         | 174,70 | 281,20 | 174A                                | US 15 sud / US 501 sud vers US 70 Bus. / NC 751 (en) / Hillsborough Road – Chapel Hill     | Terminus sud du multiplex avec US 15 / US 501; sortie direction sud, entrée direction nord           |
| Durham                                    | Durham         | 175,30 | 282,10 | 174B                                | Hillandale Road                                                                            | |
| Durham                                    | Durham         | 176,00 | 283,20 | 175                                 | NC 157 (en) (Guess Road)                                                                   | |
| Durham                                    | Durham         | 177,20 | 285,20 | 176                                 | US 501 nord (Duke Street) / Gregson Street – Roxboro                                       | Terminus nord du multiplex avec US 501; indiqué sortie 176A (Gregson Street) et 176B (Roxboro)       |
| Durham                                    | Durham         | 178,20 | 286,80 | 177                                 | US 15 Bus. sud / US 501 Bus. sud (Roxboro Street) / NC 55 (en) est (Avondale Drive)        | |
| Durham                                    | Durham         | 179,20 | 288,40 | 178                                 | I-885 sud / US 70 est – Aéroport international de Raleigh-Durham, Raleigh                  | Terminus est du multiplex avec US 70                                                                 |
| Durham                                    | Durham         | 180,60 | 290,60 | 179                                 | East Club Boulevard                                                                        | |
| Durham                                    | Durham         | 181,30 | 291,80 | 180                                 | Glenn School Road                                                                          | |
| Durham                                    | Gorman         | 183,00 | 294,50 | 182                                 | Red Mill Road                                                                              | |
| Durham                                    | Gorman         | 184,50 | 296,90 | 183                                 | Redwood Road                                                                               | |
| Granville                                 |                | 186,70 | 300,50 | 186                                 | US 15 nord – Creedmoor, Butner                                                             | Terminus nord du multiplex avec US 15; indiqué sortie 186A (US 15) et 186B (Butner)                  |
| Granville                                 | Butner         | 189,70 | 305,30 | 189                                 | Gate Two Road – Butner                                                                     | |
| Granville                                 | Butner         | 192,00 | 309,00 | 191                                 | NC 56 (en) – Butner, Creedmoor                                                             | |
| Granville                                 |                | 202,80 | 326,40 | 202                                 | US 15 – Oxford, Clarksville                                                                | |
| Granville                                 | Oxford         | 205,10 | 330,10 | 204                                 | NC 96 (en) – Oxford                                                                        | |
| Granville                                 | Oxford         | 207,50 | 333,90 | 206                                 | US 158 – Oxford, Roxboro                                                                   | |
| Vance                                     |                | 210,60 | 338,90 | 209                                 | Poplar Creek Road                                                                          | |
| Vance                                     | Henderson      | 213,00 | 342,80 | 212                                 | Ruin Creek Road                                                                            | |
| Vance                                     | Henderson      | 214,00 | 344,40 | 213                                 | US 158 Byp. ouest / Dabney Drive                                                           | Terminus sud du multiplex avec US 158                                                                |
| Vance                                     | Henderson      | 215,50 | 346,80 | 214                                 | NC 39 (en) – Centre-ville d'Henderson                                                      | |
| Vance                                     | Henderson      | 216,40 | 348,30 | 215                                 | US 158 Byp. est / Parham Road                                                              | Terminus nord du multiplex avec US 158                                                               |
| Vance                                     | Henderson      | 218,00 | 350,80 | 217                                 | Satterwhite Point Road                                                                     | |
| Vance                                     | Henderson      | 219,00 | 352,40 | 218                                 | US 1 sud – Raleigh                                                                         | Sortie direction sud, entrée direction nord                                                          |
| Vance                                     | Middleburg     | 221,00 | 355,70 | 220                                 | US 1 / US 158 / Flemingtown Road – Norlina                                                 | |
| Warren                                    | Manson         | 224,50 | 361,30 | 223                                 | Manson-Drewry Road                                                                         | |
| Warren                                    |                | 226,80 | 365,00 | 226                                 | Ridgeway-Drewry Road                                                                       | |
| Warren                                    |                | 229,70 | 369,70 | 229                                 | Oine Road                                                                                  | |
| Warren                                    |                | 233,80 | 376,30 | 233                                 | US 1 / US 401 – Warrenton, Louisburg                                                       | |
| Warren                                    |                | 234,60 | 377,60 |                                     | I-85 nord – Petersburg                                                                     | Continue en Virginie                                                                                 |
| - Terminus de multiplex - Accès incomplet |                |        |        |                                     |                                                                                            | |

### Virginie
| Interstate 85                             |                    |       |        |        |                                                                      |                                             |
| Comté                                     | Municipalité       | mi    | km     | Sortie | Intersections / Destinations                                         | Notes                                       |
| Mecklenburg                               |                    | 0,00  | 0,00   |        | I-85 sud – Durham                                                    | Continue en Caroline du Nord                |
| Mecklenburg                               | Bracey             | 4,23  | 6,81   | 4      | {SR 903 – Bracey, Lac Gaston                                         |                                             |
| Mecklenburg                               | South Hill         | 12,62 | 20,31  | 12     | US 58 vers SR 47 (en) – South Hill, Chase City, Emporia, Norfolk     | Indiqué sortie 12A (est) et 12B (ouest)     |
| Mecklenburg                               | South Hill         | 15,34 | 24,69  | 15     | US 1 – South Hill, Kenbridge                                         |                                             |
| Brunswick                                 | Meredithville      | 24,08 | 38,75  | 24     | SR 644 (en) – Meredithville                                          |                                             |
| Brunswick                                 |                    | 27,09 | 43,60  | 27     | SR 46 (en) – Blackstone, Lawrenceville                               | Sortie direction nord, entrée direction sud |
| Brunswick                                 |                    | 28,28 | 45,51  | 28     | US 1 vers SR 46 (en) – Alberta, Lawrenceville                        |                                             |
| Brunswick                                 | Sturgeonville      | 34,67 | 55,80  | 34     | SR 630 (en) – Warfield                                               |                                             |
| Brunswick                                 |                    | 39,38 | 63,38  | 39     | SR 712 (en) – Rawlings                                               |                                             |
| Dinwiddie                                 |                    | 42,52 | 68,43  | 42     | SR 40 (en) – McKenney                                                |                                             |
| Dinwiddie                                 | DeWitt             | 48,47 | 78,00  | 48     | SR 650 (en) – DeWitt                                                 |                                             |
| Dinwiddie                                 | Dinwiddie          | 53,35 | 85,86  | 53     | SR 703 (en) – Dinwiddie                                              |                                             |
| Dinwiddie                                 |                    | 61,87 | 99,57  | 61     | US 460 ouest (US 460 Bus. est) – Blackstone, Lynchburg               | Terminus sud du multiplex avec US 460       |
| Dinwiddie                                 |                    | 63,64 | 102,42 | 63     | US 1                                                                 | Indiqué sortie 63A (sud) et 63B (nord)      |
| City de Petersburg                        | City de Petersburg | 65,83 | 105,94 | 65     | Squirrel Level Road                                                  |                                             |
| City de Petersburg                        | City de Petersburg | 68,40 | 110,08 | 68     | I-95 sud / US 460 est – Rocky Mount, Norfolk                         | Terminus nord du multiplex avec US 460      |
| City de Petersburg                        | City de Petersburg | 68,40 | 110,08 | 69     | Whyte Street / Washington Street – District historique de Petersburg |                                             |
| City de Petersburg                        | City de Petersburg | 68,40 | 110,08 |        | I-95 nord – Richmond                                                 | Sortie 51 de l'I-95                         |
| - Terminus de multiplex - Accès incomplet |                    |       |        |        |                                                                      |                                             |

## Autoroutes reliées

### Géorgie
- Interstate 185
- Interstate 285
- Interstate 985

### Caroline du Sud
- Interstate 185
- Interstate 385
- Interstate 585

### Caroline du Nord
- Interstate 285
- Interstate 485
- Interstate 785
- Interstate 885

### Virginie
- Interstate 785